# Alessandro Tonucci
Pour les articles homonymes, voir Tonucci.
Alessandro Tonucci, né le 23 avril 1993 à Fano en Italie, est un pilote de moto italien.

## Carrière

### Résultats par saisons
| Année | Catégorie | Moto     | Départs | Victoires | Podiums | Poles | M. tour | Points | Classement |
| ----- | --------- | -------- | ------- | --------- | ------- | ----- | ------- | ------ | ---------- |
| 2009  | 125 cm³   | Aprilia  | 3       | 0         | 0       | 0     | 0       | 0      | -          |
| 2010  | 125 cm³   | Aprilia  | 4       | 0         | 0       | 0     | 0       | 3      | 26e        |
| 2011  | 125 cm³   | Aprilia  | 16      | 0         | 0       | 0     | 0       | 12     | 25e        |
| 2012  | Moto3     | Honda    | 17      | 0         | 1       | 0     | 2       | 45     | 18e        |
| 2013  | Moto3     | Honda    | 13      | 0         | 0       | 0     | 0       | 6      | 26e        |
| 2014  | Moto3     | Mahindra | 18      | 0         | 0       | 0     | 0       | 20     | 19e        |
| 2015  | Moto3     | Mahindra | 8       | 0         | 0       | 0     | 0       | 0      |            |
| Total |           |          | 79      | 0         | 1       | 0     | 2       | 86     |            |

### Résultats détaillés
Les courses en gras indiquent une pole position ; les courses en italique indiquent un meilleur tour en course.
| Saison | Catégorie | Moto      | 1       | 2      | 3       | 4       | 5       | 6      | 7      | 8      | 9       | 10      | 11      | 12     | 13     | 14      | 15     | 16     | 17     | 18     | Points | Position |
| ------ | --------- | --------- | ------- | ------ | ------- | ------- | ------- | ------ | ------ | ------ | ------- | ------- | ------- | ------ | ------ | ------- | ------ | ------ | ------ | ------ | ------ | -------- |
| 2009   | 125 cm3   | Aprilia   | QAT     | JPN    | SPA     | FRA     | ITA 26  | CAT    | NED    | GER    | GBR     | CZE 23  | IND     | RSM 29 | POR    | AUS     | MAL    | VAL    |        |        | NC     | 0        |
| 2010   | 125 cm3   | Aprilia   | QAT     | SPA    | FRA     | ITA 18  | GBR     | NED    | CAT    | GER    | CZE 18  | IND     | RSM 20  | ARA    | JPN    | MAL     | AUS    | POR 13 | VAL    |        | 26e    | 3        |
| 2011   | 125 cm3   | Aprilia   | QAT 22  | SPA 19 | POR Ab. | FRA 26  | CAT 29  | GBR 20 | NED 23 | ITA 20 | GER 25  | CZE 19  | IND 23  | RSM 17 | ARA 14 | JPN 10  | AUS 16 | MAL 15 | VAL 13 |        | 25e    | 12       |
| 2012   | Moto3     | FTR Honda | QAT Acc | SPA 11 | POR 18  | FRA 14  | CAT 28  | GBR 16 | NED 22 | GER 16 | ITA 16  | IND 15  | CZE 10  | RSM 17 | ARA 12 | JPN 3   | MAL 17 | AUS 7  | VAL 14 |        | 18e    | 45       |
| 2013   | Moto3     | Honda     | QAT 18  | AME 18 | SPA 18  |         |         |        |        |        |         |         |         |        |        |         |        |        |        |        | 26e    | 6        |
| 2013   | Moto3     | FTR Honda |         |        |         | FRA 14  | ITA Acc | CAT 16 | NED 25 | GER 26 | IND Acc | CZE 12  | GBR Acc | RSM 16 | ARA 27 | MAL Ab. | AUS    | JPN    | VAL    |        | 26e    | 6        |
| 2014   | Moto3     | Mahindra  | QAT 21  | AME 16 | ARG 13  | SPA 18  | FRA Acc | ITA 7  | CAT 13 | NED 26 | GER 16  | IND Acc | CZE 21  | GBR 22 | RSM 18 | ARA Acc | JPN 15 | AUS 14 | MAL 14 | VAL 21 | 19e    | 20       |
| 2015   | Moto3     | Mahindra  | QAT 25  | AME 21 | ARG 25  | SPA Acc | FRA Acc | ITA 19 | CAT 17 | NED 21 | GER     | IND     | CZE     | GBR    | RSM    | ARA     | JPN    | AUS    | MAL    | VAL    | NC*    | 0*       |

* en cours